# إزرائيل هالبرين
إزرائيل هالبرين هو رياضياتي كندي، ولد في 5 يناير 1911 في ويسماونت في كندا، وتوفي في 8 مارس 2007.